# Paratrox medvedevi
Paratrox medvedevi är en skalbaggsart som beskrevs av Nikoaljev 2009. Paratrox medvedevi ingår i släktet Paratrox och familjen knotbaggar. Inga underarter finns listade i Catalogue of Life.